# Дворец Сан-Тельмо
Дворец Сан-Тельмо (исп. Palacio de San Telmo) — барочная резиденция за стенами старой Севильи, которую занимает администрация автономного сообщества Андалусия. Строилась начиная с 1682 года на средства инквизиции как школа для сирот моряков. Во 2-й половине XIX века во дворце проживала инфанта Луиза Фердинанда с супругом, герцогом де Монпансье.
Сооружение в плане квадратное, на углах поставлены башни. Внутри — обширный двор с садом. Из интерьеров наиболее пышно украшена капелла. Резной портал в стиле чурригереско может служить эталоном этого направления; он был окончен к 1754 году. По фасаду установлены статуи 12 знаменитых севильцев, среди которых Веласкес, Лопе де Руэда, Мурильо, Бартоломе де лас Касас.
|           |  |               |  |                           |
| Общий вид |  | Резной портал |  | Статуи именитых севильцев |